# Position Wanted
Position wanted è un film del 1924, diretto da Ralph Ceder con Charley Chase.
La prima avvenne il 25 maggio 1924